# ヘリプレーン1型

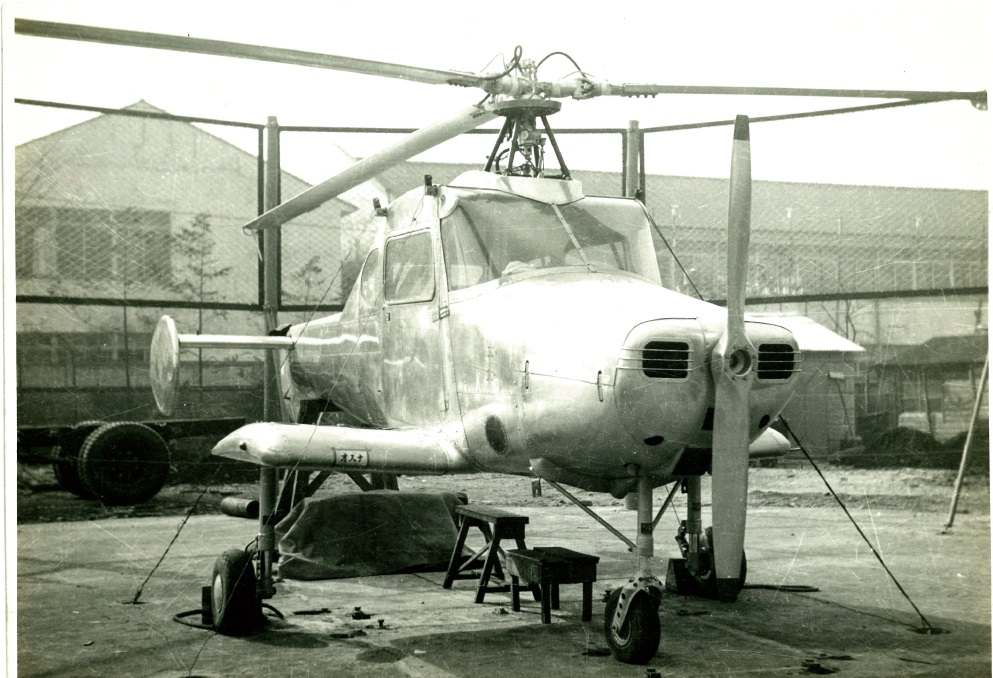
萱場工業（現カヤバ）が試作したヘリプレーン（複合ヘリコプター）ヘリプレーン1型。

ヘリプレーン1型（ヘリプレーンいちがた）は、日本の萱場工業（現カヤバ）が試作した「ヘリプレーン」（複合ヘリコプター）。単にヘリプレーンとも呼ばれる。

## 概要
1952年（昭和27年）3月、萱場工業は、太平洋戦争中に生産していたオートジャイロであるカ号観測機の経験を生かして、オートジャイロとヘリコプターの利点を組み合わせた「ヘリプレーン」の開発を開始した。
この機体の開発のため、国から萱場工業に対して200万円、開発に関与した石川島重工（現IHI）に対して120万円の補助金が交付された。
機体はセスナ 170Bを改造したもので、原型機の主翼は撤去され、機体上部に全金属接着構造の3翅の主回転翼（ローター）が設けられた。また、新たに短い低翼配置の短固定翼が設置されたほか、プロペラは3翅の可変ピッチプロペラに変更され（撮影画像では、セスナ 170Bと同じ木製の2翔・固定ピッチプロペラのまま）、尾翼にも改修が加えられた。
動力は、レシプロエンジンがより高出力のものに換装されたほか、ローターの先端に石川島に開発を依頼したラムジェットエンジン計3基が備えられ、「翼端噴流式」（チップジェット）と呼ばれる独特の回転翼駆動方式が採用された。離陸時にはラムジェットエンジンを用いてローターを回転させ、水平飛行時にはラムジェットエンジンの作動を停止、ローターは自由回転させた上で、オートジャイロと同様にレシプロエンジンとプロペラの推力のみを用いて飛行する予定だった。
実機は1機が製作され、1954年（昭和29年）3月にほぼ完成したが、機体構造やエンジンの根本的な改修が必要なことが判明し、さらに同年7月に機体が地上繋止（タイダウン）によるエンジン運転試験中に横転し大破したことを受け、飛行に至らぬまま開発計画は中止された。機体の開発が順調に進めば、市販する計画であり、側面図の断面図による乗客輸送を想定したカタログ向けのイラストも用意されていた。

## スペック
出典：
　
諸元
- 乗員：3 - 4名
- 全長：7.4 m
- 短固定翼の翼幅：2.74 m[2]
- 翼型（NACA airfoil）：アメリカ航空諮問委員会（NACA） 2412翼型
- 回転翼直径：11.0 m （毎分310回転）
- 回転翼の円盤面積：95 m2　(1,020 sq ft2)
- 全高：3.2 m
- 空虚重量：650 kg

- 総重量：1,000 kg - 1,200 kg
- エンジン：
  - コンチネンタル・モータース E-190[6]

 水平対向6気筒レシプロ（出力180 hp）× 1　
- - 石川島播磨重工業 ラムジェット[9]（推力 25 kg ） × 3
- プロペラ：木製固定ピッチ・2翅 プロペラ。エンジンの地上運転試験時までには3翔の可変ピッチプロペラに変更。

性能（計画値）
- 最大速度：170 km/h（106 mph; 92 kn）
- 巡航速度：120 km/h （75 mph; 65 kn）
- 航続距離：360 km（224 mi; 194 nmi）
- 実用上昇限度：4,000 m（13,123 ft）

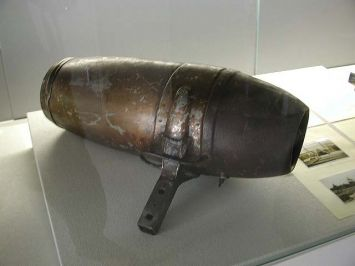
国立科学博物館に収蔵されている　ヘリプレーン1型のために提供された石川島播磨工業のラムジェットエンジン。その中核部品の拡大写真。

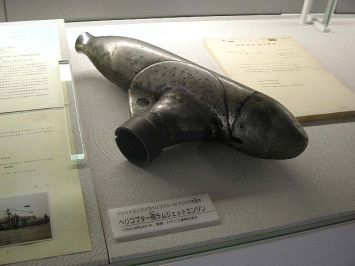
国立科学博物館に収蔵されている　ヘリプレーン1型のために提供された石川島播磨工業のラムジェットエンジンの全体図。